# مصفوفة هيرميتية

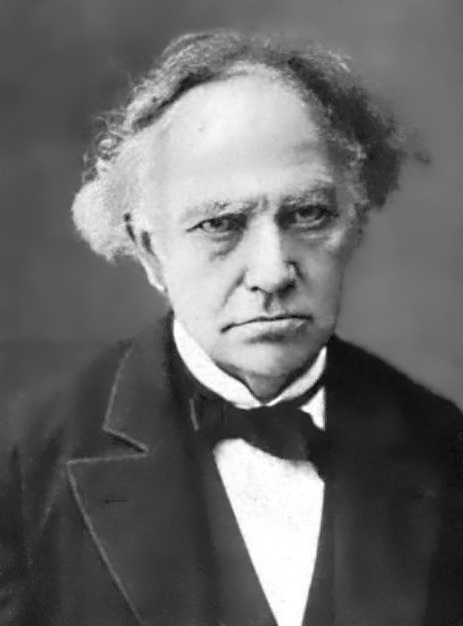
شارل هيرمت

في الرياضيات، مصفوفة هيرميتية (بالإنجليزية: Hermitian matrix)‏ هي مصفوفة مربعة عناصرها أعداد عقدية وحيث يتوفر ما يلي:
{\displaystyle a_{ij}={\overline {a_{ji}}}\,.}
قد يُنظر إلى المصفوفات الهيرميتية على أنها الامتداد العقدي للمصفوفات المتماثلة ذات المداخل الحقيقية.
سميت هاته المصفوفات هكذا نسبة إلى شارل هيرمت، حين برهن في عام 1855 بأن المصفوفات على هذا الشكل تشترك مع المصفوفات المتماثلة ذات المداخل الحقيقية في خاصية هي : جميع قيمها الذاتية حقيقية.

## أمثلة
{\displaystyle {\begin{bmatrix}2&2+i&4\\2-i&3&i\\4&-i&1\\\end{bmatrix}}}
يشترط في عناصر القطر الرئيسي أن تكون حقيقية بما أنها تساوي مرافقها.

## خصائص
- مداخل القطر الرئيسي (أي من اليسار في الأعلى إلى اليمين في الأسفل) جميعها أعداد حقيقية. وذلك لأنه ينبغي أن تكن مساويات لمرافقاتهن.
- كل مصفوفة هيرميتية هي مصفوفة نظامية.